# ادمکا
ادمکا (به لاتین: Adamka) در لهستان است که در Gmina Zadzim واقع شده‌است.

## خصوصیات
ادمکا ۱۶۰ نفر جمعیت دارد.